# Wi (kana)

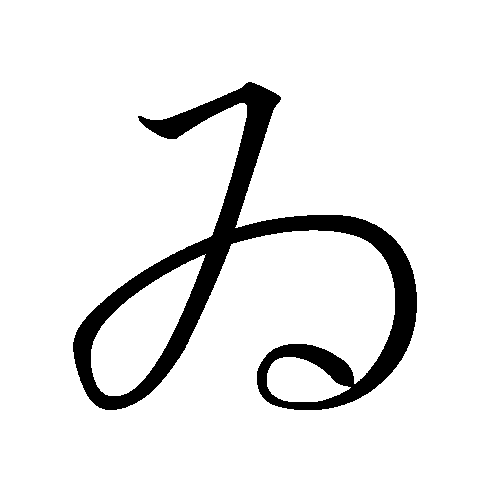
Wi w hiraganie

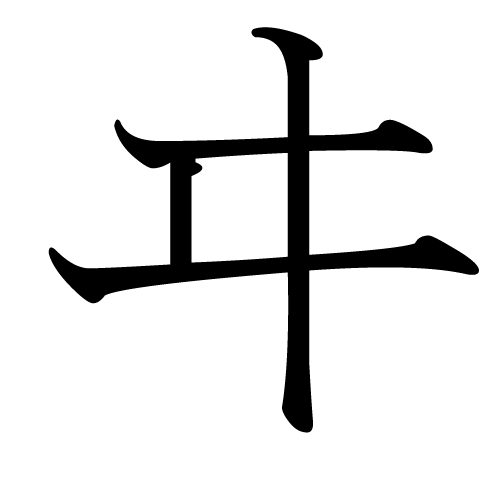
Wi w katakanie

Wi – aktualnie nieużywany (dawniej czterdziesty siódmy) znak japońskich sylabariuszy hiragana (ゐ) i katakana (ヰ). Reprezentuje on sylabę wi (czytaną łi). Pochodzi bezpośrednio od znaków 為 (wersja w hiraganie) i 井 (wersja w katakanie). W 1946 roku po reformie języka znak ten został zastąpiony przez i z uwagi na podobną wymowę. Inną wersją, używaną obecnie w katakanie coraz częściej w zastępstwie oryginalnego zapisu jest znak ウィ.